# Azatioprin
Az azatioprin egy immunszupresszív hatóanyag, amit elsősorban szervátültetéskor; autoimmun betegségek ellen, mint a reumatoid artritisz; vagy gyulladásos bélbetegségek ellen, mint a Crohn-betegség, fekélyes vastagbélgyulladás alkalmaznak. Az azatioprin egy prodrug, a szervezetben szabadul fel belőle az aktív hatóanyag, a 6-merkaptopurin. Az azatioprint általában kombinációban alkalmazzák: glükokortikoidokkal, illetve egyéb szerekkel, például ciklosporinnal.

## Történet
Az azatioprint a klinikai gyakorlatba a transzplantáció brit úttörője, Sir Roy Yorke Calne vezette be. Először a hatóanyag aktív metabolitjával, 6-merkaptopurinnal próbálkozott kísérleti jelleggel veseátültetés során. Az azatioprin felfedezésével viszont kiderült, hogy kevésbé toxikus, mint a 6-merkaptopurin, így szervátültetések során a mai napig ezt a szert használják az aktív metabolit helyett. 1978-ig, a ciclosporin terápiás felhasználásának kezdetéig a standard kilökődés elleni terápiát az azatioprin glükokortikoid kombináció jelentette.

## Hatásmechanizmus

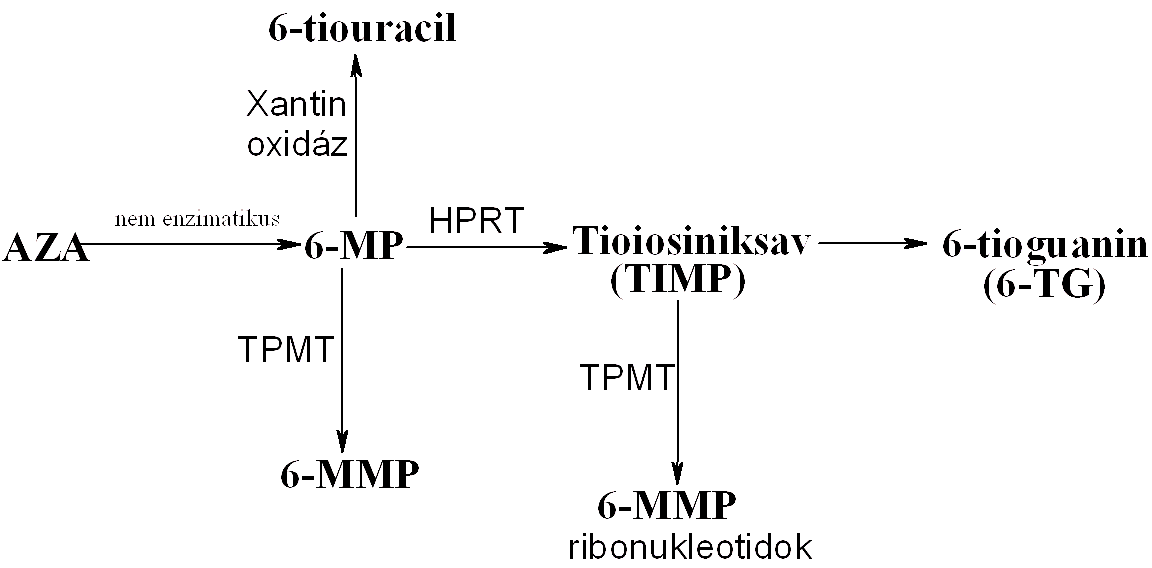
Azatioprin metabolikus útvonalai

Az azatioprinból felszabaduló 6-merkaptopurin egy purin antimetabolit, ami gátolja a purinok szintézisét elsősorban a leukocitákban. Feltételezhetően legfőbb hatása, hogy beépülve az osztódó sejtek DNS-ébe és RNS-ébe, károsítja azokat. Ez a gyógyszerszedés során mellékhatásokat is okoz. A 6-merkaptopurint a tiopurin-S-metiltranszferáz (TPMT) enzim hatástalanítja. A TPMT genetikai polimorfizmusa túlzott gyógyszer toxicitáshoz vezethet, a TPMT gyógyszerszedés előtti szérumvizsgálata használható a polimorfizmus kizárására, a komplikációk megelőzésére. 

Az azatioprinnál újabb mikofenolát-mofetil egyre inkább átveszi az azatioprin helyét szervtranszplantáció során, mert biztonságosabb és hatékonyabb szer, a csontvelő-depresszió és az oppurtunista fertőzések esélye kisebb, illetve az akut kilökődések száma is kevesebb.

## Indikáció
Az azatioprint a következő indikációban alkalmazzák:
- transzplantációban vese, máj, szív transzplantátum kilökődésének gátlására
- súlyos reumatoid artritisz
- szisztémás lupus erythematosus (kötőszövet autoimmun gyulladásos betegsége)
- dermatomyositis és polymyositis (gyulladásos eredetű ritka betegség)
- autoimmun krónikus aktív hepatitis (autoimmun májbetegség)
- pemphigus vulgaris (ritka, krónikus, hólyagos autoimmun bőrbetegség)
- polyarteritis nodosa (ritka, súlyos betegség, mely főként a középkorú férfiakat érinti)
- autoimmun hemolitikus anémia
- krónikus, egyéb terápiára rezisztens idiopátiás trombocitopéniás purpura (alacsony vérlemezkeszámmal járó súlyos betegség)[3]

## Mellékhatások
Az immunszuppreszív kezelés hatására a legyengített immunrendszer miatt, vírus, gombás, és bakteriális fertőzések gyakoriak lehetnek.

Vérképzőszervi és nyirokrendszeri betegségek, mint csontvelő-depresszió főleg az azatioprin tartós, vagy nagyobb adagú alkalmazásakor gyakori, mert az osztódó csontvelő sejtek génállományát is károsítja az azatioprin. 

Malignus elváltozások előfordulhatnak.

Ezenkívül az azatioprin okozhat: hányingert, hányást, fejfájást, hajhullást, ízületi fájdalmakat, lázat.
A mellékhatások dózisfüggőek. Azoknál az alacsony dózisoknál, amelyeknél a szervkilökődés megakadályozására használják, a legtöbb ember esetén biztonságos.

## Gyógyszerkölcsönhatások, interakciók
Az allopurinol – amely egy köszvény elleni szer – gátolja a xantin-oxidázt, ezáltal csökken a biológiailag aktív 6-tioiozinsav átalakulása biológiailag inaktív formában, így az azatioprin vérszintje megnövekszik, és a toxikus mellékhatások kialakulása gyakoribb lesz. Megoldást jelenthet az azatioprin dózisának negyedére való csökkentése.

## Készítmények
IMURAN